# Joachim Petzold
Joachim Petzold (* 5. Juni 1933 in Weixdorf; † 21. April 1999) war ein deutscher marxistischer Historiker.

## Leben
1951 machte er Abitur. Danach studierte er von 1951 bis 1955 Geschichte an der Berliner Humboldt-Universität. Nach seinem Studium arbeitete er zunächst als Assistent Albert Schreiners und später als Forschungsgruppenleiter am Institut für Geschichte der Akademie der Wissenschaften. 1962 promovierte er, und 1969 habilitierte er. 1983 wurde er Professor. Von 1992 bis 1998 arbeitete am Forschungsschwerpunkt Zeithistorische Studien in Potsdam.
Als Historiker wurde Petzold vor allem durch seine Arbeiten über die Weimarer Republik und die NS-Zeit sowie als Schachhistoriker bekannt. Als Mitglied der SED wirkte er zudem daran mit, die Geschichtswissenschaft in der DDR zu einer historischen Herrschaftswissenschaft zu entwickeln, d. h., sie zu einer Stütze der Parteidiktatur in Ostdeutschland auszubauen.

## Werke (Auswahl)
- Die Dolchstoßlegende. Eine Geschichtsfälschung im Dienst des deutschen Imperialismus und Militarismus. Akademie Verlag, Berlin 1963. (Dissertation)
- mit Willibald Gutsche und Fritz Klein: Von Sarajevo bis Versailles. Deutschland im Ersten Weltkrieg, Berlin 1974
  - auch als: Der erste Weltkrieg. Ursachen und Verlauf. Herrschende Politik und Antikriegsbewegung in Deutschland. Köln 1985
- Konservative Theoretiker des deutschen Faschismus. Jungkonservative Ideologen in der Weimarer Republik als geistige Wegbereiter der faschistischen Diktatur. VEB Deutscher Verlag der Wissenschaften, Berlin 1978
  - 2., überarbeitete und erweiterte Auflage ebenda 1982[2]
  - identisch mit: Wegbereiter des deutschen Faschismus. Die Jungkonservativen in der Weimarer Republik. Pahl-Rugenstein, Köln 1978. (auch hier erfolgte eine 2. überarbeitete Auflage, nämlich 1983)
- Generalprobe für Hitler. (Illustrierte historische Hefte: Heft 24), Deutscher Verlag der Wissenschaften, Berlin 1980, DNB 830055703.
- Die Demagogie des Hitlerfaschismus, Berlin 1982
- Faschismus. Regime des Verbrechens, Berlin 1984
- Schach. Eine Kulturgeschichte, Leipzig 1986
  - auch als: Das Königliche Spiel. Die Kulturgeschichte des Schach. Stuttgart 1987
- hrsg. mit Otto Borik u. a.: Meyers Schachlexikon. Schachwissen für Jedermann, Mannheim 1993
- Franz von Papen. Ein deutsches Verhängnis. Buchverlag Union, München 1995, ISBN 3-372-00432-9.
- Ideale und Idole im Schatten Hitlers und Stalins, 1997.
- Parteinahme wofür? DDR-Historiker im Spannungsfeld von Politik und Wissenschaft, Potsdam 2000
- Dresdner Oberschüler protestieren gegen den Stalinismus. Das Beispiel der Oberschule Dresden-Nord 1948–1951. In: Ullrich Hermann (Hrsg.): Protestierende Jugend. Jugendopposition und politischer Protest in der deutschen Nachkriegsgeschichte. Juventa, Weinheim 2002, ISBN 978-3-7799-1132-6.